# Jay Rockefeller
John Davison "Jay" Rockefeller IV (Nueva York, 18 de junio de 1937) es un político estadounidense retirado.
Bisnieto del magnate petrolero John D. Rockefeller e hijo de John D. Rockefeller III, es el único miembro de su familia en ocupar puestos públicos por el Partido Demócrata.
Entre 1985 y 2015 representó al estado de Virginia Occidental en el Senado de los Estados Unidos. Anteriormente había sido gobernador del mismo Estado (1977-1985).